# Ichneumon putus
Ichneumon putus là một loài tò vò trong họ Ichneumonidae.